# Suchi Jały
Suchi Jały (ukr. Сухі Яли) – wieś na Ukrainie, w obwodzie donieckim, w rejonie pokrowskim, w hromadzie Kurachowe. W 2001 liczyła 412 mieszkańców, głównie rosyjskojęzycznych.